# Neaethus semivitreus
Neaethus semivitreus är en insektsart som beskrevs av Fowler 1896. Neaethus semivitreus ingår i släktet Neaethus och familjen sköldstritar. Inga underarter finns listade i Catalogue of Life.